# Mitglieder der Württembergischen Landstände 1825 bis 1831
Diese Liste umfasst die Mitglieder der Württembergischen Landstände des Königreichs Württemberg in der Wahlperiode 1825 bis 1831.
Während dieser Wahlperiode tagte der 3. ordentliche Landtag vom 1. Dezember 1826 bis zum 5. Juli 1827, der 4. außerordentliche Landtag vom 18. Januar 1828 bis zum 2. April 1828 und der 5. ordentliche Landtag vom 15. Januar 1830 bis zum 7. April 1830.

## Das Präsidium der Ersten Kammer (Kammer der Standesherren)
Präsident: Fürst August zu Hohenlohe-Öhringen 

Vizepräsident im 3. und 4. Landtag: Fürst Karl Egon II. zu Fürstenberg 

Vizepräsident im 5. Landtag: Fürst Ernst I. zu Hohenlohe-Langenburg

## Die Mitglieder der Ersten Kammer

### Prinzen des Hauses Württemberg
- Königlicher Prinz Paul von Württemberg
- Königlicher Prinz Friedrich von Württemberg trat 1830 in die Kammer ein
- Herzog Adam von Württemberg
- Herzog Alexander Paul Ludwig Konstantin von Württemberg
- Herzog Eugen II. von Württemberg war nie persönlich anwesend
- Herzog Paul Wilhelm von Württemberg
- Herzog Wilhelm von Württemberg
- Herzog Ferdinand von Württemberg war nie persönlich anwesend
- Herzog Alexander Friedrich Karl von Württemberg
- Herzog Friedrich Alexander von Württemberg war nie persönlich anwesend und ließ sich vertreten
- Herzog Ernst Alexander von Württemberg war seit 1830 Mitglied der Kammer, aber nie persönlich anwesend
- Herzog Heinrich von Württemberg

### Standesherren (Fürsten)
- Fürst Karl Egon II. zu Fürstenberg
- Fürst Georg Ludwig Moritz zu Hohenlohe-Kirchberg
- Fürst Ernst zu Hohenlohe-Langenburg
- Fürst Karl Albrecht III. zu Hohenlohe-Waldenburg-Schillingsfürst
- Fürst August zu Hohenlohe-Öhringen
- Fürst Karl August zu Hohenlohe-Waldenburg-Bartenstein war in dieser Wahlperiode nie persönlich anwesend
- Fürst Karl zu Hohenlohe-Jagstberg  war nie persönlich anwesend
- Fürst Friedrich zu Oettingen-Wallerstein
- Fürst Karl Alexander von Thurn und Taxis  († 1827), war nie persönlich anwesend. 1830 folgte ihm sein Sohn Maximilian Karl von Thurn und Taxis, der ebenfalls nie anwesend war
- Fürst Karl Thomas Albrecht Ludwig zu Löwenstein-Wertheim-Rosenberg war nie persönlich anwesend
- Fürst Alois III. zu Oettingen-Spielberg
- Fürst Franz Wilhelm zu Salm-Reifferscheidt-Krautheim schied 1826 durch den Verkauf seiner standesherrlichen Güter im Oberamt Künzelsau an den württembergischen Staat aus der Kammer aus
- Fürst Leopold von Waldburg zu Zeil und Wurzach war in dieser Wahlperiode nie persönlich anwesend
- Fürst Franz von Waldburg zu Zeil und Trauchburg
- Fürst Joseph Anton von Waldburg zu Wolfegg und Waldsee war nie persönlich anwesend
- Fürst Franz Joseph von Dietrichstein zu Nikolsburg schied 1829 mit dem Verkauf der Herrschaft Neuravensburg an den württembergischen Staat aus der Kammer aus
- Fürst Ferdinand zu Solms-Braunfels
- Fürst Rudolf von Colloredo-Mannsfeld schied 1827 mit dem Verkauf der Herrschaft Limpurg-Sontheim-Gröningen an den württembergischen Staat aus der Kammer aus
- Fürst von Windisch-Graetz;  dessen Stimme ruhte
- Fürst Georg zu Löwenstein-Wertheim-Freudenberg

### Standesherren (Grafen)
- Graf Franz von Königsegg-Aulendorf
- Graf Karl zu Erbach-Wartenberg-Roth
- Graf Friedrich Karl Waldbott von Bassenheim war nie persönlich anwesend.
- Graf Josef August von Törring-Gutenzell († 1826), gefolgt von Graf Maximilian von Törring-Gutenzell. Beide waren nie persönlich anwesend
- Graf Wilhelm von Quadt zu Wykradt und Isny
- Graf Franz von Sternberg-Manderscheid
- Graf von Plettenberg-Mietingen; dessen Stimme ruhte
- Graf Richard von Schaesberg-Thannheim
- Graf von Waldeck-Pyrmont;  dessen Stimme ruhte
- Graf von Isenburg-Meerholz; dessen Stimme ruhte

### Standesherrliche Gemeinschaften
- Grafschaft Löwenstein, vertreten durch Fürst Georg zu Löwenstein-Wertheim-Freudenberg
- Grafschaft Limpurg-Obersontheim, vertreten durch Fürst Georg zu Löwenstein-Wertheim-Freudenberg
- Grafschaft Limpurg-Gaildorf, vertreten durch  Karl Friedrich von Pückler-Limpurg

### Erblich ernannte Mitglieder
- Graf Eduard von Stadion-Warthausen schied 1827 durch den Verkauf der Herrschaft Warthausen an den württembergischen Staat aus der Kammer aus
- Graf  Aloys von Rechberg und Rothenlöwen zu Hohenrechberg
- Graf Adam Albert  von Neipperg

### Auf Lebenszeit ernannte Mitglieder
- Josef von Beroldingen  1830 in die Kammer eingetreten
- Graf Friedrich Wilhelm von Bismarck
- Graf Friedrich von Franquemont
- Freiherr Ernst Eugen von Hügel
- Reichsfreiherr Franz Josef Ignaz von Linden  1830 in die Kammer eingetreten
- Freiherr Eugen von Maucler
- Benjamin Ferdinand von Mohl
- Graf Karl von Reischach-Riet
- Graf Clemens von Salm-Reifferscheidt-Krautheim († 1830)
- Freiherr Philipp Moritz von Schmitz-Grollenburg
- Graf Johann Georg von Sontheim 1830 in die Kammer eingetreten
- Ferdinand Varnbüler von und zu Hemmingen  († 1830)
- Graf Ferdinand Ludwig von Zeppelin († 1829)

## Das Präsidium der Zweiten Kammer  (Kammer der Abgeordneten)
Alterspräsident: Josef Anton Rhomberg 

Präsident: Dr. Jakob Friedrich Weishaar 

Vizepräsident: Freiherr Johann Friedrich Cotta von Cottendorf

## Die 23 bevorrechtigten Mitglieder der Zweiten Kammer

### Vertreter der Ritterschaft des Neckarkreises
- Freiherr Gustav von Berlichingen
- Freiherr Ludwig von Ellrichshausen
- Freiherr Ferdinand von Sturmfeder

### Vertreter der Ritterschaft des Jagstkreises
- Freiherr Karl Gottfried Wilhelm von Ellrichshausen
- Freiherr Franz Ludwig von Gemmingen-Fürfeld
- Reichsgraf Johann Friedrich Carl von Zeppelin-Aschhausen

### Vertreter der Ritterschaft des Schwarzwaldkreises
- Johann Friedrich Cotta von Cottendorf
- Freiherr Maximilian von Ow
- Karl von Varnbüler

### Vertreter der Ritterschaft des Donaukreises
- Freiherr August von Hornstein-Bußmannshausen
- Freiherr Jonathan von Palm
- Freiherr Joseph von Raßler
- Freiherr Karl von Speth-Granheim

### Vertreter der evangelischen Landeskirche
- Generalsuperintendent von Heilbronn: Jakob Friedrich von Märklin
- Generalsuperintendent von Ludwigsburg:  Sixt Jakob von Kapff
- Generalsuperintendent von Reutlingen:  Jakob Friedrich von Abel, gefolgt 1829 von  Christian Karl August von Haas
- Generalsuperintendent von Hall:  Wilhelm Heinrich Gottfried von Dapp
- Generalsuperintendent von Tübingen:  Johann Friedrich von Gaab
- Generalsuperintendent von Ulm: Johann Christoph von Schmid, bis 1827, gefolgt 1828 von   Carl Christian von Flatt

### Vertreter der römisch-katholischen Kirche
- Generalvikar von Rottenburg: Johann Baptist von Keller
- Generalvikariatsrat von Rottenburg: Ignaz von Jaumann
- Dienstältester katholischer Dekan: Johann Nepomuk Vanotti   gefolgt 1830 von  Johann Martin Tobias Münch

### Kanzler der Universität Tübingen
- Ferdinand von Autenrieth

## Die 70 gewählten Abgeordneten der Zweiten Kammer

### Die Abgeordneten der sieben „guten Städte“
| Stadt       | Name                                          |
| ----------- | --------------------------------------------- |
| Stuttgart   | Dr. Willibald Feuerlein                       |
| Tübingen    | Dr. Johannes Schlayer                         |
| Ludwigsburg | Heinrich Preyß                                |
| Ellwangen   | Josef Alois Zimmerle                          |
| Ulm         | David Schultes                                |
| Heilbronn   | Gottlieb Link (legte sein Mandat 1828 nieder) |
| Heilbronn   | Friedrich Christoph Mayer (trat 1830 ein)     |
| Reutlingen  | Sixt Jakob Finkh                              |

### Die Abgeordneten der Oberämter desNeckarkreises
| Oberamt           | Name                         |
| ----------------- | ---------------------------- |
| Backnang          | Julius Maisch                |
| Besigheim         | Ernst Gustav von Rümelin     |
| Böblingen         | Christian Friedrich Kayser   |
| Brackenheim       | Jakob Friedrich Dörr         |
| Cannstatt         | Georg Friedrich Brodbeck     |
| Esslingen         | Ferdinand von Pistorius      |
| Heilbronn (Amt)   | Ludwig August Gärttner       |
| Leonberg          | Dr. Jakob Friedrich Weishaar |
| Ludwigsburg (Amt) | Christian Weihenmajer        |
| Marbach           | Andreas Hauser               |
| Maulbronn         | Dr. Friedrich Ludwig Lang    |
| Neckarsulm        | Ulrich Malzacher († 1829)    |
| Neckarsulm        | Joseph Gottlob Speidel       |
| Stuttgart (Amt)   | Johann Jakob Breuning        |
| Vaihingen         | Christian Ferdinand Löbert   |
| Waiblingen        | Christoph Pfleiderer         |
| Weinsberg         | Ludwig Ferdinand Dapp        |

### Die Abgeordneten der Oberämter desJagstkreises
| Oberamt         | Name                                 |
| --------------- | ------------------------------------ |
| Aalen           | Johannes König († 1828)              |
| Aalen           | Dr. Friedrich Walz                   |
| Crailsheim      | Friedrich von Sprösser               |
| Ellwangen (Amt) | Leopold Albert Stehle                |
| Gaildorf        | Karl Wilhelm Heinrich Binder         |
| Gerabronn       | Karl August Schickardt               |
| Gmünd           | Dr. Johann Georg Mühleisen           |
| Hall            | Dr. Karl Friedrich Hufnagel          |
| Heidenheim      | Ludwig von Hartmann                  |
| Künzelsau       | Dr. Friedrich Habermaas              |
| Mergentheim     | Joseph Christian von Schliz          |
| Neresheim       | Bernhard Ovelog                      |
| Öhringen        | Christian Gottlieb Frank             |
| Schorndorf      | Gottlieb Friedrich von Stump         |
| Welzheim        | Dr. Karl Ludwig Wilhelm von Hofacker |

### Die Abgeordneten der Oberämter desSchwarzwaldkreises
| Oberamt        | Name                                                                |
| -------------- | ------------------------------------------------------------------- |
| Balingen       | Wilhelm Friedrich Wehrle                                            |
| Calw           | Dr. Christian Jakob Zahn (legte sein Mandat 1828 nieder)            |
| Calw           | Johann Georg Dörtenbach                                             |
| Freudenstadt   | Johann Michael Weimer                                               |
| Herrenberg     | Friedrich August Luz                                                |
| Horb           | Johannes Ott                                                        |
| Nagold         | Theodor Gottlieb Stotz                                              |
| Neuenbürg      | Johann Gottlob Christoph von Seeger (legte sein Mandat 1828 nieder) |
| Neuenbürg      | Dr. Karl Friedrich Pfleiderer                                       |
| Nürtingen      | Johannes von Werner                                                 |
| Oberndorf      | Damian Mosthaf                                                      |
| Reutlingen     | Johann Friedrich Kurz                                               |
| Rottenburg     | Albert Riedlinger                                                   |
| Rottweil       | Andreas Burkhard                                                    |
| Spaichingen    | Karl Friedrich Härlin                                               |
| Sulz           | Ludwig Otto Gmelin                                                  |
| Tübingen (Amt) | Titus Etter († 1827)                                                |
| Tübingen (Amt) | Ludwig Friedrich Bräuninger                                         |
| Tuttlingen     | Ernst August Friedrich Rechfuß                                      |
| Urach          | Johann Philipp Rau                                                  |

### Die Abgeordneten der Oberämter desDonaukreises
| Oberamt    | Name                             |
| ---------- | -------------------------------- |
| Biberach   | Christian Friedrich Tritschler   |
| Blaubeuren | Abraham Ott                      |
| Ehingen    | Josef Vogt                       |
| Geislingen | Dr. Friedrich Gmelin             |
| Göppingen  | Ludwig Heinrich Widmann          |
| Kirchheim  | Christian Friedrich Glöckler     |
| Leutkirch  | Karl Konrad Bleyer               |
| Münsingen  | Johann Jakob Schnitzer           |
| Ravensburg | Josef Anton Rhomberg             |
| Riedlingen | Franz Xaver Bollstetter          |
| Saulgau    | Anton Peter von Rummel           |
| Tettnang   | Joseph von Theobald              |
| Ulm        | Karl Wagner                      |
| Waldsee    | Jakob Friedrich Mammet           |
| Wangen     | Freiherr Rudolf August von Soden |
| Wiblingen  | Christoph Krehl                  |